# Roald Mitchell
Roald Mitchell (Montclair, Nueva Jersey, Estados Unidos, 13 de enero de 2003) es un futbolista estadounidense que juega como delantero en el New York Red Bulls de la Major League Soccer.

## Trayectoria
Nacido en Montclair, Nueva Jersey, se incorporó a la cantera de los New York Red Bulls en 2018. En marzo de 2021 fue anunciado como parte de la lista de pretemporada del equipo de reserva de los Red Bulls, New York Red Bulls II.
Debutó con el equipo absoluto en la USL Championship el 30 de abril de 2021 contra el Hartford Athletic, entrando como suplente en el minuto 77 en una derrota por 2-3. Marcó su primer gol como profesional el 23 de mayo contra el Charleston Battery durante un empate 2-2. El 16 de junio de 2021 contribuyó a la victoria de Nueva York por 3-1 sobre el Charlotte Independence, marcando el tercer gol del equipo en el partido.
En el otoño de 2021 se trasladó a la Universidad de Wake Forest para jugar al fútbol universitario.

## Estadísticas

### Clubes
Actualizado al último partido disputado el 2 de julio de 2021.
| Club                                 | Div.          | Temporada     | Liga  | Liga  | Copas nacionales | Copas nacionales | Copas internacionales | Copas internacionales | Total | Total |
| Club                                 | Div.          | Temporada     | Part. | Goles | Part.            | Goles            | Part.                 | Goles                 | Part. | Goles |
| ------------------------------------ | ------------- | ------------- | ----- | ----- | ---------------- | ---------------- | --------------------- | --------------------- | ----- | ----- |
| New York Red Bulls II Estados Unidos | 2.ª           | 2021          | 11    | 2     | —                | —                | —                     | —                     | 11    | 2     |
| New York Red Bulls II Estados Unidos | Total club    | Total club    | 11    | 2     | 0                | 0                | 0                     | 0                     | 11    | 2     |
| Total carrera                        | Total carrera | Total carrera | 11    | 2     | 0                | 0                | 0                     | 0                     | 11    | 2     |